# Chiến tranh Kế vị Ba Lan
Chiến tranh Kế vị Ba Lan (tiếng Ba Lan: Wojna o sukcesję polską; tiếng Anh: War of the Polish Succession; ) là một cuộc xung đột lớn ở châu Âu, gây ra bởi cuộc nội chiến Ba Lan tranh giành quyền kế vị ngai vàng sau sự qua đời của Vua August II, mà các cường quốc châu Âu khác đã thúc đẩy và mở rộng cuộc xung đột để theo đuổi quyền lợi quốc gia của riêng họ. Vương quốc Pháp và Tây Ban Nha, hai cường quốc đều nằm dưới vương quyền Nhà Bourbon, đã cố gắng kiểm tra sức mạnh của Quân chủ Habsburg ở Tây Âu, Vương quốc Phổ cũng vậy, trong khi Tuyển hầu xứ Sachsen và Đế quốc Nga huy động để hỗ trợ người chiến thắng cuối cùng. Cuộc giao tranh ở Ba Lan dẫn đến việc Augustus III lên ngôi vua, được Nga và Sachsen ủng hộ, ngoài ra còn được Habsburg ủng hộ về mặt chính trị.
Các chiến dịch quân sự và trận đánh lớn của cuộc chiến xảy ra bên ngoài Ba Lan. Quân Bourbon, được hỗ trợ bởi Charles Emmanuel III của Sardinia, đã tiến đánh các lãnh thổ Habsburg bị cô lập. Tại Rheinland, Pháp đã chiếm thành công Công quốc Lorraine, và ở Bán đảo Ý thì Tây Ban Nha giành lại quyền kiểm soát các Vương quốc Napoli và Vương quốc Sicilia đã mất trong Chiến tranh Kế vị Tây Ban Nha, trong khi việc giành được lãnh thổ ở miền Bắc Bán đảo Ý bị hạn chế mặc dù có chiến dịch đẫm máu. Việc Vương quốc Đại Anh không sẵn lòng hỗ trợ Quân chủ Habsburg, điều này chứng tỏ sự yếu kém của Liên minh Anh-Áo.
Mặc dù đạt được hòa bình sơ bộ vào năm 1735, chiến tranh chính thức kết thúc với Hiệp ước Viên (1738), trong đó Augustus III được xác nhận là vua Ba Lan và đối thủ của ông là cựu vương Stanisław Leszczyński được trao Công quốc Lorraine và Công quốc Bar, khi đó cả hai đều là thái ấp của Đế quốc La Mã Thần thánh. Francis Stephen, Công tước xứ Lorraine, được trao Đại công quốc Toscana để đền bù cho việc từ bỏ lãnh thổ Lorraine. Công quốc Parma rơi vào tay của người Habsburg, trong khi Charles của Parma chiếm lấy vương miện của 2 vương quốc Napoli và Sicilia. Hầu hết các lãnh thổ giành được đều thuộc về người Nhà Bourbon, vì các Công quốc Lorraine và Bar từ chỗ là thái ấp của Đế chế La Mã Thần thánh trở thành thái ấp của Vương quốc Pháp, trong khi người Bourbon Tây Ban Nha giành được hai vương quốc Napoli và Sicilia ở Nam Bán đảo Ý. Về phần mình, Nhà Habsburg đã nhận lại được hai công quốc Ý, mặc dù Parma sẽ sớm quay trở lại quyền kiểm soát của Bourbon. Toscana sẽ do Habsburg nắm giữ cho đến thời Napoléon.
Chiến tranh tỏ ra là một thảm họa đối với nền độc lập của Ba Lan, đồng thời tái khẳng định rằng các vấn đề của Khối thịnh vượng chung Ba Lan-Litva, bao gồm cả việc bầu chọn Nhà vua, sẽ do các cường quốc khác của Châu Âu kiểm soát. Sau August III, sẽ chỉ còn một vị vua nữa của Ba Lan là Stanisław August Poniatowski, bản thân là bù nhìn của người Nga, và cuối cùng Ba Lan sẽ bị các nước láng giềng chia cắt và không còn tồn tại như một quốc gia có chủ quyền vào cuối thế kỷ XVIII. Ba Lan cũng từ bỏ các yêu sách đối với Livonia và từ bỏ kiểm soát trực tiếp Công quốc Courland và Semigallia, mặc dù vẫn là một thái ấp của Ba Lan nhưng không được sáp nhập vào Ba Lan và chịu ảnh hưởng mạnh mẽ của Nga và chỉ kết thúc với sự sụp đổ của Đế quốc Nga vào năm 1917.

## Bối cảnh

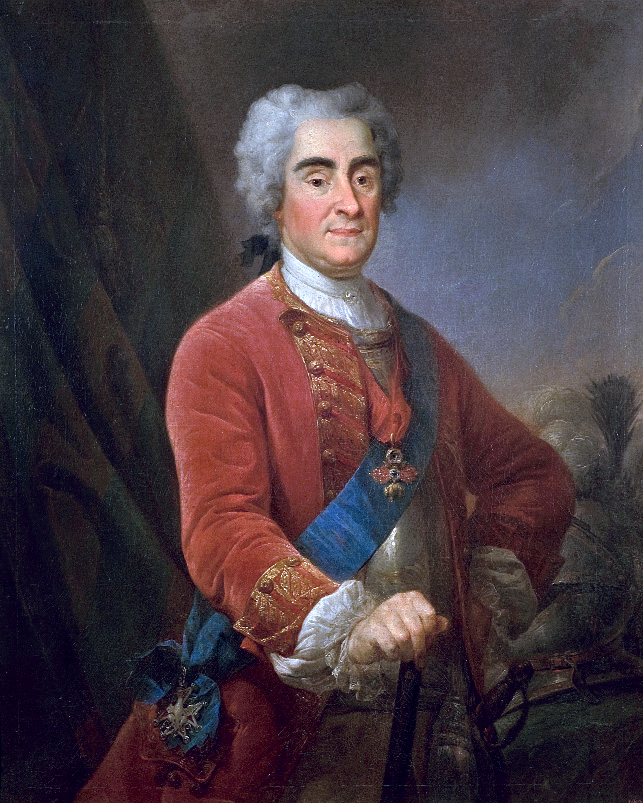
Augustus II; cái chết của ông vào tháng 2 năm 1733 đã châm ngòi cho cuộc chiến

Sau cái chết của Sigismund II Augustus vào năm 1572, Vua Ba Lan đã được bầu chọn bởi Szlachta, một cơ quan gồm có giới quý tộc Ba Lan, trong một cuộc bầu cử được gọi đặc biệt là Sejm. Quyền lực hoàng gia ngày càng bị hạn chế bởi Sejm, cơ quan lập pháp của Khối thịnh vượng chung Ba Lan-Litva. Đổi lại, Sejm thường bị tê liệt bởi Liberum Veto, quyền của bất kỳ thành viên nào trong việc ngăn chặn các quyết định của nó. Các nước láng giềng của Ba Lan thường ảnh hưởng đến Sejm và đến đầu thế kỷ XVIII, hệ thống dân chủ đã suy yêu.
Năm 1697, Augustus II lên ngôi vua, được Áo và Nga hậu thuẫn. Bị Stanisław Leszczyński phế truất vào năm 1705, bốn năm sau ông quay trở lại và Stanisław trốn sang Pháp, nơi con gái ông là Maria Leszczyńska kết hôn với Vua Louis XV vào năm 1725. Augustus đã thất bại trong nỗ lực giành lại vương miện Ba Lan cho con trai ông là Augustus III, dẫn đến một cuộc tranh giành ngai vàng khi ông qua đời năm 1733. Trong Hiệp ước Ba đại bàng đen bí mật năm 1732, Nga, Áo và Phổ đã đồng ý phản đối cuộc bầu cử của Stanislaus hoặc Augustus III và thay vào đó ủng hộ Manuel của Bồ Đào Nha.
Tranh chấp xảy ra cùng lúc với sự tan rã của Liên minh Anh-Pháp, vốn đã thống trị châu Âu từ năm 1714. Thỏa thuận tại Utrecht nhằm đảm bảo Pháp và Tây Ban Nha vẫn tách biệt, có nghĩa là bất chấp mối quan hệ huyết thống chặt chẽ giữa Vua Louis XV của Pháp và chú Felipe V của Tây Ban Nha, hai nước là đối thủ trong Chiến của Liên minh Bộ tứ năm 1718 đến 1720. Khi Hồng y Fleury trở thành Thủ tướng Pháp vào năm 1726, ông đã tìm kiếm một mối quan hệ chặt chẽ hơn với Tây Ban Nha, nhờ sự ra đời của Vương tử Louis, Dauphin của Pháp vào năm 1729, điều này dường như đảm bảo rằng 2 quốc gia Pháp và Tây Ban Nha vẫn sẽ vẫn tách biệt dù đều được cai trị bởi người Nhà Bourbon.
Fleury ủng hộ Stanisław, hy vọng làm suy yếu Áo và bảo vệ Công quốc Lorraine, một lãnh thổ chiến lược bị Pháp chiếm đóng trong phần lớn thế kỷ trước. Công tước hiện tại là Francis Stephen dự kiến sẽ kết hôn với người thừa kế của Hoàng đế Karl VI của Thánh chế La Mã là Maria Theresia, khiến người Pháp cảm thấy nguy hiểm. Đồng thời, Felipe V của Tây Ban Nha muốn giành lại các lãnh thổ ở Bán đảo Ý đã được nhượng cho Áo vào năm 1714, dẫn đến Pacte de Famille năm 1733 giữa Pháp và Tây Ban Nha.

## Cái chết của Augustus II
Augustus II qua đời vào ngày 1 tháng 2 năm 1733. Trong suốt mùa xuân và mùa hè năm 1733, Vương quốc Pháp bắt đầu xây dựng lực lượng dọc theo biên giới phía Bắc và phía Đông của mình, trong khi Hoàng đế của Thánh chế La Mã tập trung quân đội ở biên giới Ba Lan, giảm bớt các đồn trú ở Công quốc Milan. Trong khi Thân vương Eugene xứ Savoy đã khuyến nghị với hoàng đế một kế hoạch hiếu chiến hơn nhầm chống lại các hành động tiềm tàng của Pháp ở thung lũng Rhein và miền Bắc Bán đảo Ý.
Hầu tước de Monti, đại sứ Pháp tại Warsaw, đã thuyết phục 2 gia tộc đối địch Potocki và Czartoryski đoàn kết lại đứng đằng sau để ủng hộ Stanisław. Teodor Andrzej Potocki, Giáo trưởng Ba Lan và interrex sau cái chết của Augustus, đã thực hiện một cuộc triệu tập vào tháng 3 năm 1733. Các đại biểu tham dự đã thông qua một nghị quyết cấm người nước ngoài ứng cử để vào vị trí vua Ba Lan; điều này rõ ràng sẽ loại trừ cả Emmanuel của Bồ Đào Nha và con trai của Augustus II là Frederick August II, Tuyển hầu xứ Sachsen.
Frederick August đã đàm phán các thỏa thuận với Áo và Nga vào tháng 7 năm 1733. Để đổi lấy sự hỗ trợ của Nga, ông đồng ý từ bỏ mọi yêu sách còn lại của Ba Lan đối với Livonia, và hứa với Nữ hoàng Anna của Nga về việc lựa chọn người kế vị Công quốc Courland và Semigallia, một thái ấp của Ba Lan (trong đó bà từng là nữ công tước đất này trước khi lên ngôi Nữ hoàng Nga), nếu không thì sẽ nằm dưới sự cai trị trực tiếp của Ba Lan sau cái chết của công tước hiện tại là Ferdinand Kettler, người không để lại người thừa kế. Với Hoàng đế La Mã Thần thánh, ông hứa sẽ công nhận Lệnh trừng phạt thực dụng năm 1713, một tài liệu được thiết kế để đảm bảo quyền thừa kế ngai vàng của Áo cho Maria Theresia, con cả của Karl VI.
Vào tháng 8, giới quý tộc Ba Lan đã tập trung cho cuộc bầu cử Sejm. Vào ngày 11 tháng 8, 30.000 quân Nga dưới sự chỉ huy của Thống chế Peter Lacy đã tiến vào Ba Lan nhằm gây ảnh hưởng đến quyết định của Sejm. Vào ngày 4 tháng 9, Pháp công khai tuyên bố ủng hộ Leszczyński, người được bầu làm vua bởi một Sejm gồm 12.000 đại biểu vào ngày 12 tháng 9. Một nhóm quý tộc, dẫn đầu bởi các quý tộc người Litva trong đó có Công tước Michał Serwacy Wiśniowiecki (cựu đại tể tướng Litva được Augustus II đề cử), vượt sông Vistula dưới sự bảo vệ của quân Nga. Nhóm này, với số lượng khoảng 3.000 người, đã bầu Frederick August II làm Vua Ba Lan với vương hiệu Augustus III vào ngày 5 tháng 10. Mặc dù thực tế rằng nhóm này chỉ là thiểu số, Nga và Áo, có ý định duy trì ảnh hưởng của họ ở Ba Lan, nên đã công nhận Augustus là vua.
Vào ngày 10 tháng 10, Pháp tuyên chiến với Áo và Sachsen. Vua Louis XV sau đó được chú của ông là Vua Felipe V của Tây Ban Nha hỗ trợ, với hy vọng đảm bảo các lãnh thổ ở Ý cho các con trai của mình với người vợ thứ hai là Elisabeth Farnese. Cụ thể, ông hy vọng có thể bảo đảm Công quốc Mantua cho con trai lớn là Vương tử Don Carlos, người đã là Công tước xứ Parma và có kỳ vọng về Đại công quốc Toscana, cũng như Vương quốc Napoli và Sicilia cho con trai nhỏ là Vương tử Don Felipe. Hai vị vua Bourbon cũng nhận được sự hỗ trợ quân sự từ Charles Emmanuel III của Sardinia, cũng hy vọng đảm bảo lợi ích từ các Công quốc Milan và Mantua của Áo.

### Sự cô lập của Áo

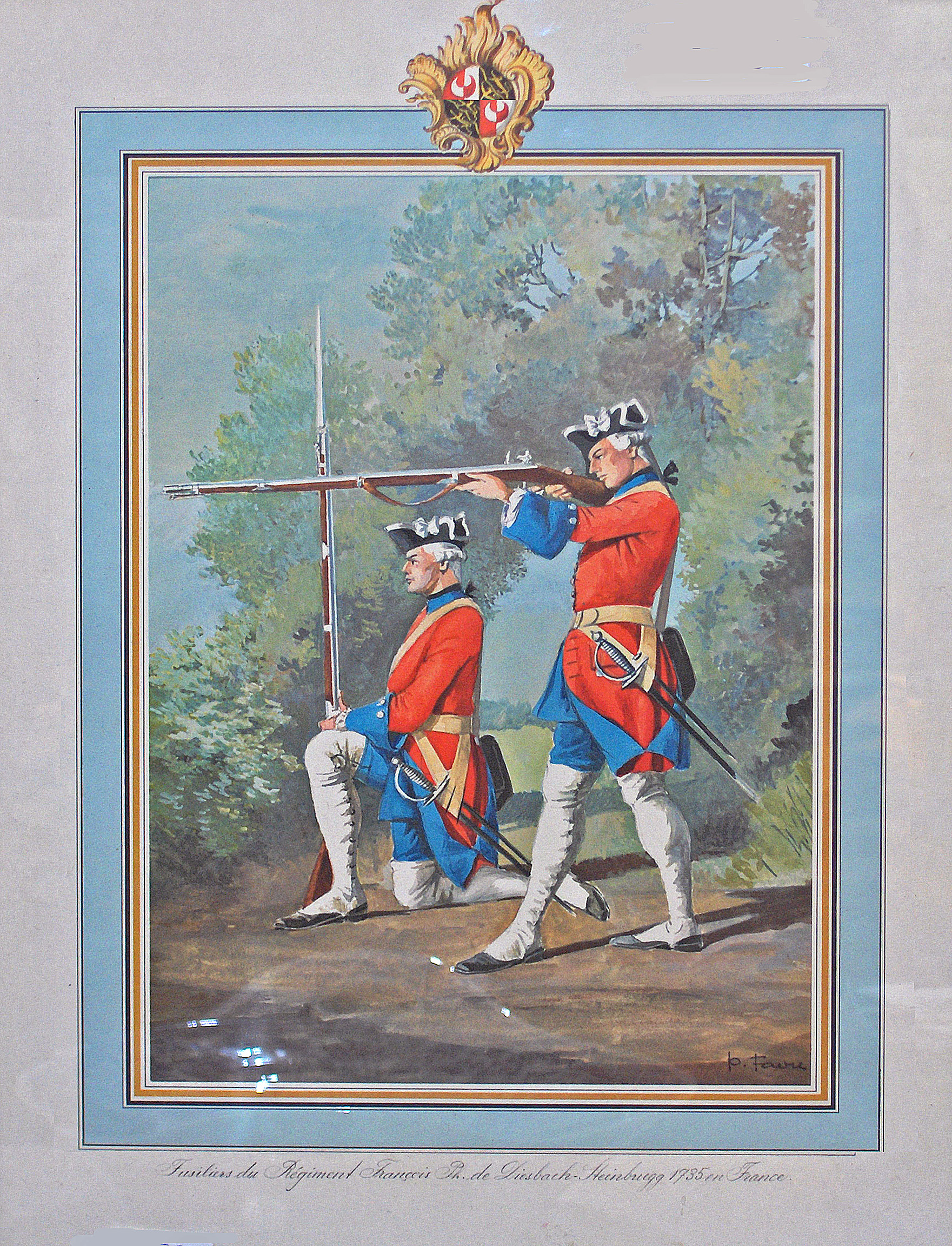
Fusilier của Quân đội Hoàng gia Pháp (1735)

Khi chiến sự nổ ra, người Áo đã hy vọng nhận được sự hỗ trợ từ Vương quốc Đại Anh và Cộng hòa Hà Lan. Những kỳ vọng như vậy nhanh chóng tan biến khi cả Hà Lan và Đại Anh đều chọn theo đuổi chính sách trung lập. Thủ tướng Anh là Robert Walpole biện minh cho sự trung lập của Anh trong cuộc xung đột bằng cách lưu ý rằng Liên minh Anh-Áo đã đồng ý tại Hiệp ước Viên năm 1731 chỉ là một thỏa thuận hoàn toàn mang tính phòng thủ, trong khi Áo trong trường hợp này là kẻ xâm lược. Vị thế này đã bị những người theo chủ nghĩa Austrophile của Anh tấn công, những người muốn hỗ trợ Áo chống lại Pháp, nhưng vị thế thủ tướng của Walpole đã đảm bảo rằng Anh không tham gia vào cuộc xung đột.
Người Hà Lan dưới sự lãnh đạo của Simon van Slingelandt đã làm trung gian giữa các bên, nhưng bản thân họ cũng lo lắng, vì họ không muốn chiến tranh xảy ra ngay trước cửa nhà mình. Thiệt hại nặng nề của các cuộc chiến tranh trước đây chống lại Pháp đối với nền kinh tế Hà Lan vẫn còn in đậm trong ký ức. Vào đầu năm 1733, có vẻ như Cộng hòa Hà Lan đang bên bờ vực chiến tranh với Vương quốc Phổ. Hoàng đế Karl VI của Thánh chế La Mã đã gây sức ép lên Phổ, nhằm mục đích liên kết Cộng hòa Hà Lan với Áo. Tuy nhiên, nỗ lực này đã không thành công vì người Hà Lan đã chọn cách giữ thái độ trung lập. Mối đe dọa chiến tranh vẫn buộc Cộng hòa Hà Lan phải tăng cường quy mô quân đội, ngay tại thời điểm mà người Hà Lan hy vọng có thể giảm đáng kể quân số. Người Pháp không muốn khiêu khích Đại Anh và Cộng hòa Hà Lan và đã cẩn thận chọn không tiến hành chiến dịch ở Hà Lan thuộc Áo, nơi quân đội của Hà Lan đồn trú tại một số pháo đài, đồng thời tránh các khu vực của Đế chế La Mã Thần thánh có thể lôi kéo bất kỳ thế lực nào vào cuộc xung đột.
Tại biên giới phía nam của Áo, vào tháng 11 năm 1733, Pháp đã đàm phán bí mật Hiệp ước Turin (1733) với Charles Emmanuel và chuẩn bị cho các hoạt động quân sự ở miền bắc Bán đảo Ý. Pháp đã ký kết Hiệp ước Escorial (cũng là bí mật) với Tây Ban Nha, trong đó có lời hứa về sự hỗ trợ của Pháp trong cuộc chinh phục Vương quốc Napoli và Vương quốc Sicilia của Tây Ban Nha. Pháp cũng đã có những động thái ngoại giao với Thụy Điển và Đế quốc Ottoman trong một nỗ lực vô ích nhằm lôi kéo họ vào cuộc xung đột để ủng hộ Stanisław.
Do đó, người Áo phần lớn không có đồng minh bên ngoài hiệu quả nào ở biên giới phía nam và phía tây của họ. Các đồng minh Nga và Tuyển hầu xứ Sachsen của họ đang bận rộn với chiến dịch Ba Lan, và Hoàng đế không tin tưởng Friedrich Wilhelm I của Phổ, người sẵn sàng cung cấp một số viện trợ. Các chia rẽ trong đế chế cũng ảnh hưởng đến việc huy động quân đội vào năm 1733, khi Karl-Albert xứ Bayern, người ấp ủ tham vọng trở thành Hoàng đế La Mã Thần thánh tiếp theo, đã ký một thỏa thuận bí mật với Pháp vào tháng 11 năm 1733 và cố gắng, với thành công hạn chế, để ngăn cản những người cai trị khác trong đế chế từ Vương tộc Wittelsbach cung cấp quân đội cho hoàng đế theo các nghĩa vụ hiệp ước của họ. Trong khi bản thân Đại Anh không cung cấp hỗ trợ, Tuyển hầu xứ Hannover, nơi George II cũng cai trị với tư cách là Tuyển đế hầu, tỏ ra sẵn sàng giúp đỡ. Vào ngày 9 tháng 4 năm 1734, một Reichskrieg (chiến tranh đế quốc) đã được tuyên bố chống lại Pháp, buộc tất cả các nhà nước trong Thánh chế La Mã phải tham gia.

## Chiến tranh

### Ba Lan

Một lính bộ binh của Quân đội Đế quốc Nga trong thời kỳ chiến tranh

Quân Nga dưới quyền chỉ huy của Peter Lacy, nhanh chóng chiếm được thủ đô Warsaw và đưa Augustus lên làm người kế vị tiềm năng, buộc Stanisław phải chạy trốn đến Danzig (ngày nay là Gdańsk), nơi ông bị bao vây trong một thời gian bởi quân đội Nga-Sachsen do Thống chế Burkhard Christoph von Münnich chỉ huy. Danzig đầu hàng vào tháng 6 năm 1734, và Stanisław buộc phải chạy trốn một lần nữa, lần này là đến thành phố Königsberg và cuối cùng là đến Pháp. Sự kiện này đã chấm dứt hoạt động quân sự lớn ở chính Ba Lan, mặc dù nơi này vẫn tiếp tục bị quân đội nước ngoài chiếm đóng khi Augustus giải quyết những người ủng hộ đảng phái của Stanisław. Một nhóm quý tộc ủng hộ Stanisław đã thành lập Liên minh Dzików vào cuối năm 1734, và dưới sự chỉ huy của họ, Adam Tarło, đã cố gắng chống lại quân đội Nga và Sachsen, nhưng những nỗ lực của họ không hiệu quả. Trong sự kiện được gọi là Hội nghị Bình định ((1736)), được tổ chức vào tháng 6–tháng 7 năm 1736, Augustus được xác nhận là Vua của Ba Lan và Đại công tước của Litva.

### Rhineland
Sau sự tuyên chiến vào ngày 10 tháng 10, Pháp  bắt đầu các hoạt động quân sự ba ngày sau đó, xâm lược Công quốc Lorraine và bao vây pháo đài của Đế chế La Mã Thần thánh tại Kehl, bên kia sông Rhein từ Strasbourg, giành quyền kiểm soát cả hai mục tiêu trong vài tuần. Không thể tấn công trực tiếp Áo và không muốn xâm lược các nhà nước trong Thánh chế La Mã, vì sợ kéo Anh và Hà Lan vào cuộc xung đột, Pháp đã củng cố vị trí của mình ở Lorraine và rút quân qua sông Rhein để trú đông.
Hoàng đế đã huy động lực lượng tích cực của mình để đáp trả các cuộc tấn công của Pháp và bắt đầu quá trình triệu tập Quân đội Đế chế La Mã Thần thánh, thiết lập một tuyến phòng thủ tại Ettlingen, gần Karlsruhe. Vào mùa xuân năm 1734, các cuộc tấn công của Pháp đã thành công trong việc đánh vào bên sườn tuyến này và Thân vương Eugene xứ Savoy buộc phải rút các lực lượng này về trại lính của đế quốc tại Heilbronn. Điều này mở đường cho quân đội Pháp dưới quyền Công tước xứ Berwick bao vây pháo đài đế quốc tại Philippsburg, nơi đã thất thủ sau cuộc bao vây kéo dài 2 tháng vào tháng 7 năm 1734. Thân vương Eugene, đi cùng với Thái tử Frederick của Phổ, đã thực hiện một số nỗ lực để giải vây, nhưng không bao giờ thực hiện bất kỳ cuộc tấn công quyết định nào vào đội quân bao vây do quy mô của nó và chất lượng tương đối kém của quân đội dưới quyền chỉ huy của ông. Công tước xứ Berwick đã bị giết bởi một quả đạn pháo tại Philippsburg.
Quân đội Pháp tiếp tục tiến dọc theo sông Rhein, tiến xa tới tận Mainz, nhưng quân đội đế quốc đang phát triển, bao gồm cả quân đội từ Nga đã hỗ trợ chiếm Danzig, đã có thể ngăn chặn Pháp thiết lập một cuộc bao vây ở đó, và Thân vương Eugene đã chuyển sang tấn công. Một lực lượng gồm 30.000 người dưới quyền Friedrich Heinrich von Seckendorff đã vượt sông Rhein và bắt đầu đẩy lùi quân Pháp về phía Trier, đánh bại họ tại Trận Clausen vào tháng 10 năm 1735, một trong những trận chiến cuối cùng trước khi đạt được các điều khoản hòa bình sơ bộ.

### Bán đảo Ý

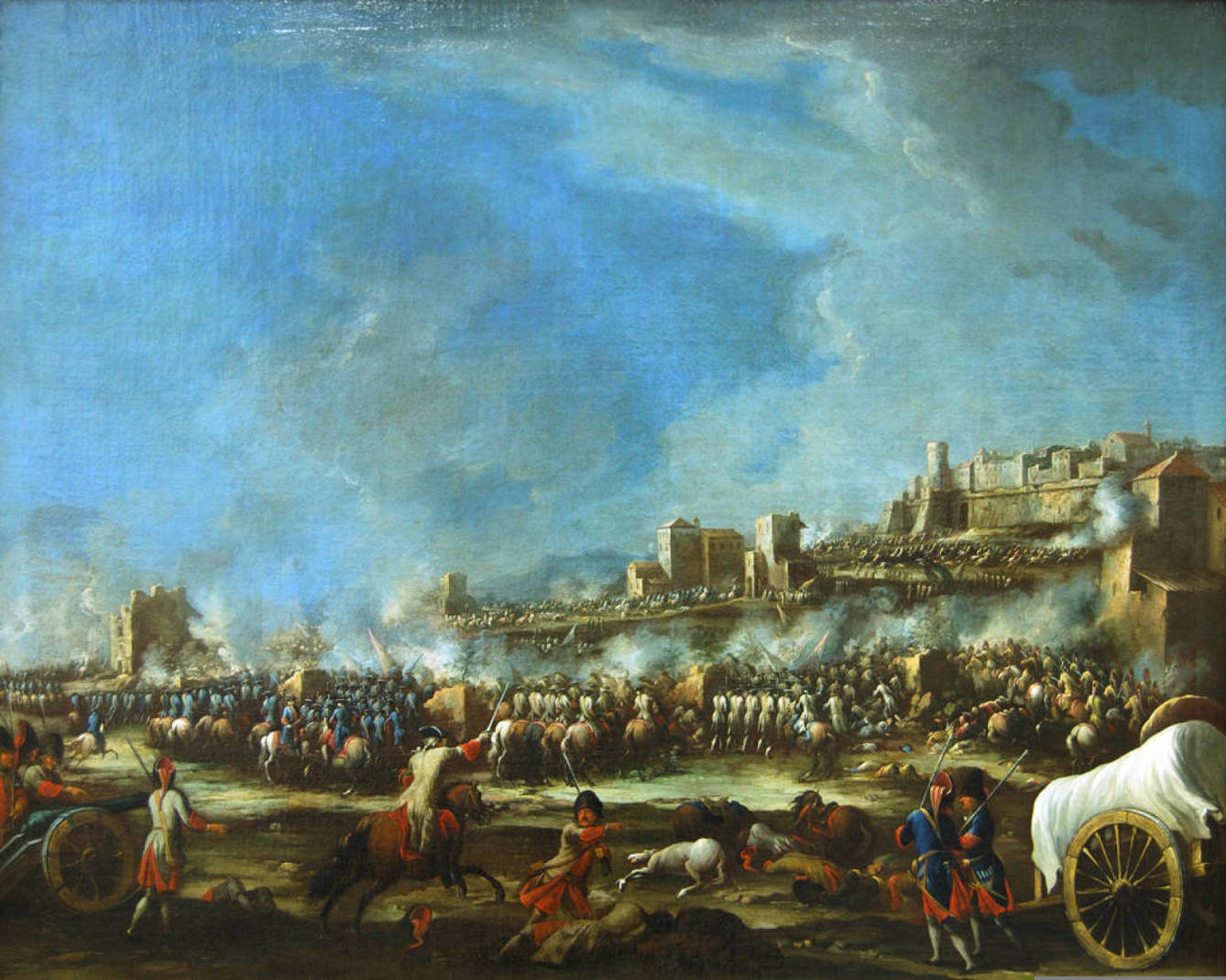
Một bức tranh về Trận chiến Bitonto của Giovanni Luigi Rocco

Quân đội Pháp và Savoy có quân số hơn 50.000 người, dưới sự chỉ huy của Charles Emmanuel, đã tiến vào lãnh thổ Công quốc Milan vào đầu ngày 10 tháng 10, chỉ gặp phải sự kháng cự tối thiểu, vì quân đội Áo trong công quốc chỉ có khoảng 12.000 người. Đến ngày 3 tháng 11, chính thành phố Milan đã đầu hàng, mặc dù thống đốc người Áo của Công quốc là Bá tước Wirich Philipp von Daun, vẫn giữ được pháo đài. Vị tướng vĩ đại của Pháp là Công tước de Villars, đã gia nhập vào đội quân của Charles Emmanuel tại Milan vào ngày 11 tháng 11. Trong khi Công tước xứ Villars muốn di chuyển ngay lập tức đến Mantua để bảo vệ các đèo Alpine chống lại quân tiếp viện của Áo, Charles Emmanuel, không tin tưởng vào các đồng minh Pháp của mình và các giao dịch của họ với Tây Ban Nha, đã tìm cách bảo vệ Milan. Quân đội đã dành 3 tháng tiếp theo để loại bỏ sự phản kháng của Áo khỏi các thị trấn kiên cố còn lại trong công quốc. Công tước xứ Villars đã cố gắng thu hút sự quan tâm của Don Carlos xứ Parma tham gia cuộc viễn chinh chống lại Mantua, nhưng Carlos lại tập trung vào chiến dịch Napoli. Công tước xứ Villars bắt đầu di chuyển đến Mantua, nhưng Charles Emmanuel đã kháng cự, và quân đội không đạt được nhiều tiến triển. Vào đầu tháng 5, một đội quân Áo gồm 40.000 người dưới quyền Bá tước Claude Florimond de Mercy đã vượt qua dãy Alps và đe dọa sẽ áp sát hậu phương của quân đội Pháp bằng một cuộc tấn công đánh vào sườn. Công tước xứ Villars đã đáp trả bằng cách từ bỏ cuộc tiến công vào Mantua và cố gắng ngăn chặn quân đội Áo vượt sông Po. Villars, thất vọng vì chiến thuật trì hoãn và từ chối hợp tác của Charles Emmanuel, đã rời liên quân vào ngày 27 tháng 5. Ông đã ngã bệnh trên đường trở về Pháp và qua đời tại Turin vào ngày 17 tháng 6.
Lực lượng của Mercy đã nhiều lần cố gắng vượt sông Parma vào tháng 6, nhưng mãi đến cuối tháng đó, họ mới có thể vượt sông và tiếp cận thành phố Parma, nơi quân đồng minh, hiện do các thống chế người Pháp là Công tước xứ Broglie và Coigny chỉ huy, đã cố thủ. Trong Trận Colorno và trong một trận chiến đẫm máu gần làng Crocetta vào ngày 29 tháng 6, quân Áo đã bị đánh lui, Mercy đã bị giết và Friedrich Ludwig xứ Württemberg-Winnental, đã bị thương. Charles Emmanuel quay trở lại vào ngày hôm sau để nắm lại quyền chỉ huy, và tiếp tục chiến thuật trì hoãn của mình bằng cách không truy đuổi ngay quân Áo đang rút lui. Quân Áo rút lui về Po, nơi họ được tăng cường thêm quân và được đặt dưới quyền chỉ huy của Thống chế Königsegg. Sau 2 tháng không hành động, trong thời gian đó, hai đội quân đối đầu nhau bên kia sông Secchia, vào ngày 15 tháng 9, Königsegg đã lợi dụng tình hình an ninh lỏng lẻo và thực hiện một cuộc đột kích vào trụ sở của Coigny tại Quistello, gần như chiếm được Coigny và lấy được một trong những chiến lợi phẩm là đồ sứ của Charles Emmanuel. Hai ngày sau, quân Pháp rút lui đến một vị trí gần Guastalla để đáp trả các cuộc điều động của quân Áo, nhưng một đội quân gần 3.000 người đã bị quân Áo bao vây và bắt giữ. Vào ngày 19 tháng 9, Königsegg tấn công vị trí của quân đồng minh tại Guastalla, và trong một cuộc giao tranh đẫm máu khác, đã bị đánh lui, trong đó có Friedrich Ludwig xứ Württemberg-Winnental. Königsegg rút lui qua sông Po, chiếm một vị trí phòng thủ giữa sông Po và sông Oglio trong khi Charles Emmanuel một lần nữa không tận dụng được chiến thắng của mình. Khi cuối cùng ông rút hầu hết quân đội đồng minh về Cremona, quân Áo tiến về bờ bắc sông Po cho đến tận Sông Adda trước khi cả hai đội quân vào doanh trại mùa đông vào tháng 12 năm 1734.
Ở miền nam bán đảo Ý, quân Áo chọn chiến lược phòng thủ một số lượng lớn trong các pháo đài, nhưng họ đã bị đánh bại thảm hại. Don Carlos tập hợp một đội quân chủ yếu gồm người Tây Ban Nha, nhưng cũng bao gồm một số quân từ Pháp và Savoy. Tiến về phía nam, đi qua Lãnh địa Giáo hoàng, quân đội của ông đã bao vây tuyến phòng thủ tiền tuyến của quân Áo tại Mignano, buộc họ phải rút lui vào pháo đài ở Capua. Sau đó, ông thực tế được các giám mục thành phố chào đón vào Napoli, vì phó vương Áo đã chạy trốn về phía Bari, và các pháo đài do quân Áo nắm giữ trong thành phố đã nhanh chóng bị chiếm giữ. Trong khi duy trì lệnh phong tỏa các pháo đài lớn nhất của Áo tại Capua và Gaeta, một phần lớn quân đội đồng minh đã truy đuổi các lực lượng còn lại của quân Áo. Cuối cùng, những lực lượng này đã cố gắng chống trả vào cuối tháng 5 và bị đánh bại tại Trận Bitonto. Sau đó, Capua và Gaeta đã bị bao vây trong khi các pháo đài của quân Áo ở Sicily nhanh chóng bị tiêu diệt. Gaeta đầu hàng vào tháng 8 và Capua đã cầm cự cho đến tháng 11 khi chỉ huy của họ, Otto Ferdinand von Abensberg und Traun, cuối cùng đã đàm phán các điều khoản đầu hàng khi ông hết đạn dược. Người thừa kế giả danh Jacobite là Charles Edward Stuart, khi đó chưa đầy 14 tuổi, cũng tham gia Cuộc vây hãm Gaeta của Pháp và Tây Ban Nha, lần đầu tiên tham chiến.
Quân đội ở miền bắc Ý đã chịu tổn thất đáng kể trong suốt mùa đông, với tổn thất đáng kể do bệnh tật và đào ngũ. Trong chiến dịch năm 1735, lực lượng đồng minh ở miền bắc Ý nằm dưới sự chỉ huy của Công tước xứ Noailles, được thăng hàm Thống chế sau những đóng góp thành công của ông cho chiến dịch sông Rhein. Đội quân cũng được lực lượng Tây Ban Nha gia nhập vào tháng 5, hiện đã có mặt sau những thành công ở phía nam. Để đối phó với mối đe dọa này, Königsegg đã rút lui vào Giáo phận vương quyền Trent, nhưng vẫn để lại thành phố pháo đài Mantua được phòng thủ chặt chẽ. Vào thời điểm này, sự chia rẽ giữa các đồng minh trở nên rõ ràng, khi Tây Ban Nha tuyên bố chủ quyền đối với Mantua và cũng từ chối bảo đảm Milan cho Charles Emmanuel. Để đáp lại, Charles Emmanuel từ chối cho phép sử dụng thiết bị bao vây của mình chống lại Mantua. Kết quả là, quân đội Pháp-Tây Ban Nha không thể làm gì hơn ngoài việc phong tỏa thành phố. Khi Charles Emmanuel rút quân khỏi khu vực này, quân đồng minh buộc phải rút lui, và quân Áo đang bị bao vây đã tận dụng cơ hội, cuối cùng đã giành lại được phần lớn Milan mặc dù chỉ gặp rất ít sự kháng cự vào tháng 11.

## Đàm phán hòa bình

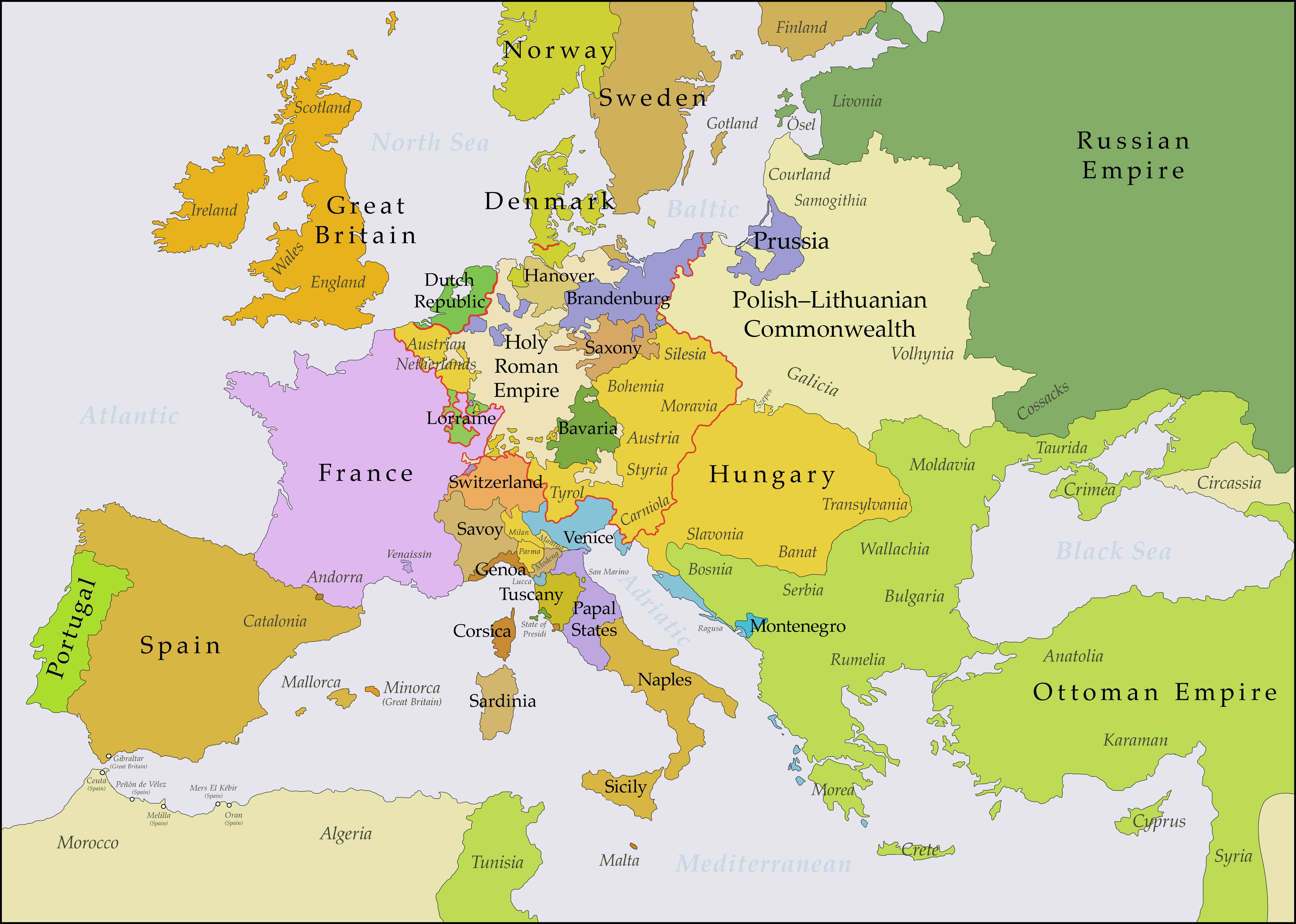
Châu Âu sau Hiệp ước Viên năm 1738, kết thúc chiến tranh Kế vị Ba Lan

Ngay từ tháng 2 năm 1734, Đại Anh và Hà Lan đã đề nghị làm trung gian cho các cuộc đàm phán hòa bình giữa các bên khác nhau trong cuộc xung đột. Đến đầu năm 1735, các đề xuất đã được bắt đầu. Khi năm 1735 trôi qua, người Áo không còn ở vị thế thực sự để tiếp tục cuộc chiến và người Pháp lo ngại về khả năng quân tiếp viện của Nga sẽ đến sông Rhein (cuối cùng đã xảy ra), các cuộc đàm phán vẫn tiếp tục trong suốt mùa hè năm 1735.
Cuối cùng, một hiệp ước hòa bình sơ bộ đã được ký kết vào tháng 10 năm 1735 và được phê chuẩn trong Hiệp ước Viên vào tháng 11 năm 1738. Augustus chính thức được xác nhận là vua của Ba Lan, Stanisław được đền bù bằng Công quốc Lorraine (sẽ được chuyển giao cho người Pháp sau khi ông qua đời, thông qua con gái ông), trong khi cựu Công tước Lorraine là Francis Stephen, được phong làm người thừa kế Đại công quốc Toscana.
Carlo xứ Parma đã từ bỏ Công quốc Parma, nơi nằm dưới sự cai trị của Áo, nhưng ông đã được đền bù hậu hĩnh bằng 2 ngai vàng Napoli và Sicilia. Charles Emmanuel III của Sardinia đã nhận được các vùng lãnh thổ ở phía tây của Công quốc Milan, phía tây Sông Ticino, bao gồm Novara và Tortona.
Mặc dù giao tranh đã dừng lại sau hiệp ước hòa bình sơ bộ năm 1735, nhưng thỏa thuận hòa bình cuối cùng phải đợi đến khi Đại công tước Nhà Medici cuối cùng của Toscana là Gian Gastone qua đời vào năm 1737, để cho phép các cuộc trao đổi lãnh thổ được quy định trong thỏa thuận hòa bình có hiệu lực.
Người Pháp (và các đồng minh của họ), hy vọng vào sự hòa hoãn và mối quan hệ tốt đẹp với người Áo, giờ đây cũng công nhận Lệnh trừng phạt thực dụng cho phép con gái của Hoàng đế Karl VI của Thánh chế La Mã là Maria Theresa kế vị ông. Tuy nhiên, điều này đã chứng minh đây chỉ là một lời đảm bảo rỗng tuếch, vì người Pháp đã quyết định can thiệp để phân chia chế độ Quân chủ Habsburg sau cái chết của Karl VI vào năm 1740. Tuy nhiên, việc giành được Lorraine cho cựu vương Ba Lan đã chứng minh là có lợi lâu dài cho nước Pháp, vì nó đã nằm dưới sự cai trị trực tiếp của Pháp sau cái chết của Stanisław vào năm 1766.
Stanisław đã ký đạo luật thoái vị vào năm 1736, trong khi Augustus III tuyên bố một lệnh ân xá chung. Michał Serwacy Wiśniowiecki đã được ban thưởng hậu hĩnh: nhà vua đã phong ông làm Grand Hetman và tổng tư lệnh của Đại công quốc Litva.